# Dinninup
Dinninup is een plaats in de regio South West in West-Australië.

## Geschiedenis
Ten tijde van de Europese kolonisatie leefden de Bibbulmun in de streek. Augustus Charles Gregory was rond 1845 een van de eerste Europeanen die de streek verkende.
In 1877 maakte een landmeter voor het eerst melding van de 'Dinninup Brook', een waterloop met een aboriginesnaam. Toen de overheid in 1908 een spoorweg tussen Boyup Brook en Kojonup plande vroeg de plaatselijke bevolking om er een dorp op te richten. Tegen 1910 was de spoorweg aangelegd met een station dat Dinninup heette. Het dorp werd pas in 1915 officieel gesticht.
Een eerste gemeenschapszaal in Dinninup werd in 1905 gebouwd en een tweede in 1920. Het is niet bekend waarom twee gemeenschapszalen zo dicht bij elkaar werden gebouwd.

## Beschrijving
Dinninup maakt deel uit van het lokale bestuursgebied (LGA) Shire of Boyup Brook, waarvan Boyup Brook de hoofdplaats is. In 2021 telde Dinninup 161 inwoners.
Aan het gerenoveerde nevenspoor in Dinninup heeft het 'Museum Management Committee' een display geplaatst die de tijd toen de trein er een belangrijk vervoermiddel was herdenkt.
Sinds 1918 vindt in Dinninup de 'Dinninup Show' van de 'Upper Blackwood Agricultural & Pastoral Society' plaats.

## Ligging
Dinninup ligt 280 kilometer ten zuidzuidoosten van de West-Australische hoofdstad Perth, 50 kilometer ten oostnoordoosten van Bridgetown en 15 kilometer ten oosten van Boyup Brook.

## Klimaat
De streek kent een gematigd mediterraan klimaat, CSb volgens de klimaatclassificatie van Köppen.